# 무지개도서관 (대전)
무지개도서관은 대전광역시 동구 판암동 소재의 도서관이다.

## 연혁
- 2010년 4월 1일 무지개도서관 개관

## 시설현황
- 3층: 아동·영어자료실
- 2층: 강좌실
- 1층: 종합자료실

## 이용 안내
이용 안내
- 아동·종합자료실: 월요일~토요일 09:00~18:00

- 정기휴관일: 매주 일, 국경일
- 임시휴관일: 기타 관장이 필요하다고 인정되는 경우